# Pere Verdaguer i Juanola
Pere Verdaguer i Juanola (en francès firmava Pierre Verdaguer) (Banyoles, 9 d'abril del 1929 - Perpinyà, 1 de febrer del 2017) va ser un dels autors més prolífics de la Catalunya del Nord amb els seus treballs sobre dialectologia rossellonesa i literatura rossellonesa.

## Biografia
Va arribar a la Catalunya del Nord el 1939. Feu els seus estudis a Perpinyà i després a Montpeller. Fou professor d'institut abans d'ingressar a la Universitat de Perpinyà on va ser professor de llengua i literatura catalanes fins que es jubilà el 1994. També ha escrit assaigs sobre la Catalunya del Nord i d'altres generals. Fou fundador del Grup Rossellonès d'Estudis Catalans (1960).
A més se'l coneixia com a escriptor (novel·les de ciència-ficció i llibres de contes, de prosa poètica, de teatre, etc.) i actuava com a periodista des de 1960. Va ser traductor, amb l'occità Bernat Lesfargues, de la novel·la de Mercè Rodoreda La plaça del diamant (La place du diamant el 1971). Rebé la Creu de Sant Jordi de la Generalitat de Catalunya (1983) i després el premi Carles Rahola d'assaig el 1992.

## Obra

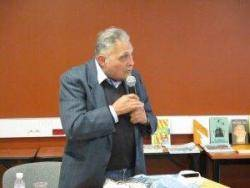

### Dialectologia
- El català al Rosselló: occitanismes, gal·licismes, rossellonismes (1974)
- Diccionari del rossellonès (2002)

### Literatura
- Poesia rossellonesa del segle XX (1968)
- Fabulistes rossellonesos (1973)
- Lectures escollides rosselloneses (1979)
- Histoire de la littérature catalane (1981)

### Ciència-ficció
- El cronomòbil (1966)
- El mirall de protozous (1969)
- La vedellada de Míster Bigmoney (1975)
- Nadina bis (1982)
- L'altra ribera (1983)
- Àxon (1985)
- Arc de Sant Martí (1992)

### Narrativa breu
- Les lletres de l'oncle Enric i els missatges de l'extraterrestre (1978)
- Cartes a la Roser (1982)
- La història del pollastre que ponia (1983)
- Quaranta-sis quilos d'aigua (1983)
- La dent de coral (1985)
- La gosseta de Sírius (1986)

### Divulgació
- Catalunya francesa (1969)
- El Rosselló avui (1969)
- Cours de langue catalane (1974)
- Defensa del Rosselló català (1974)
- Le catalan et le français comparés (1976)
- Connaissez le catalan (1977)
- Abrégé de grammaire catalane (1976)
- Le catalan et le français - Etudes de grammaire (1980)
- Entre llengua i literatura (1993)
- Diccionari de renecs i paraulotes (El trabucaire, Perpinyà, 1999, ISBN 2-912966-22-1) Aquest treball és un dels primers a oferir un ventall de recursos lèxics referents a les paraules malsonants.[2]
- Caram això me mira! (amb Josep Ribas, 2004)

### Memòries
- Pàgines d'un exili ordinari (2002)

## Premis i reconeixements
- 1983 - Creu de Sant Jordi de la Generalitat de Catalunya
- 1992 - Premi Carles Rahola d'assaig
- 2016 - Medalla d'Honor de la vila de Perpinyà[3]